# Baotou Steel
Baogang Group («Баоган Груп») — китайская сталелитейная группа, один из крупнейших в мире производителей стали. Штаб-квартира расположена в Баотоу (Внутренняя Монголия). Группа состоит из двух основных компаний — Baotou Iron & Steel (производство стали) и China Northern Rare Earth (Group) High-Tech (производство редкоземельных элементов).

## История
Baotou Iron and Steel была основана в 1954 году для выплавки чугуна и стали и исследований в сфере редкоземельных элементов, в частности ниобия и тория. В 1997 году акции дочерней компании Inner Mongolia Baotou Steel Union были размещены на Шанхайской фондовой бирже.

## Деятельность

### Inner Mongolia BaoTou Steel Union
Компания занимается производством стали, включая конструкционную сталь, бесшовные трубы и рельсы. Объём производства стали на сталелитейных комбинатах BaoTou Steel Union в 2020 году составил 15,61 млн тонн (23-е место в мире). Другим направлением деятельности является производство концентратов руд редкоземельных элементов и флюорита. Выручка за 2021 год составила 82,7 млрд юаней ($12,7 млрд), рыночная капитализация — 107 млрд юаней ($16,4 млрд).
В списке крупнейших компаний мира Forbes Global 2000 за 2021 год Inner Mongolia BaoTou Steel Union заняла 1533-е место. 

### China Northern Rare Earth (Group) High-Tech
Компания занимается получением редкоземельных элементов, материалов на их основе и готовых продуктов, таких как ниобиевые магниты, люминесцентные материалы, полировочные материалы, тара для хранения водорода, никель-водородные батареи. Выручка за 2021 год составила 30,2 млрд юаней ($4,6 млрд), рыночная капитализация — 135 млрд юаней ($20,7 млрд).